# Teresa Edwards
Teresa Edwards (Cairo, Estats Units 1964) era una jugadora de bàsquet nord-americana. És fins avui és l'única guanyadora de cinc medalles olímpiques consecutives de 1984 a 2000.
Després de la carrera com a jugadora, va romandra activa en el món bàsquet, ensenyant els fonaments del joc als cursos d'estiu de bàsquet i a les escoles secundàries. També fa acompanyament d'equip. El 2021 va publicar l'audiollibre autobiogràfic Black Gold.

## Biografia
Va néixer el 19 de juliol de 1964 a la petita població de Cairo, a l'estat de Geòrgia. Era la més petita de cinc fills.

## Carrera esportiva
Va començar la pràctica del bàsquet a la Universitat de Geòrgia.
| Anys      | Equips                 | País         |
| --------- | ---------------------- | ------------ |
| 1988-1993 | Mitsubishi Nagoya      | Japó         |
| 1994      | CB Godella de València | Espanya      |
| 1994-1995 | Tarbes Gespe Bigorre   | França       |
| 1996-1997 | Atlanta Glory          | Estats Units |
| 1997-1998 | Philadelphia Rage      | Estats Units |
| 2001-2002 | Valenciennes           | França       |
| 2003-2004 | Minnesota Lynx         | Estats Units |

Va participar, als 20 anys, en els Jocs Olímpics d'Estiu de 1984 a Los Angeles als Estats Units, on va guanyar la medalla d'or en la competició de bàsquet femenina, un resultat que va repetir als Jocs Olímpics d'Estiu de 1988 a Seül a Corea del Sud. Als Jocs Olímpics d'Estiu de 1992 de Barcelona a Catalunya va guanyar la medalla de bronze, i als Jocs Olímpics d'Estiu de 1996 va guanyar or a Atlanta (Estats Units) i així com als Jocs Olímpics d'Estiu de 2000 a Sydney a Austràlia.
Ha guanyat tres medalles al Campionat del Món, dues d'or; i dues medalles als Jocs Panamericans, de les quals una d'or.